# رود ويلارد
رود ويلارد هو لاعب هوكي الجليد كندي، ولد في 1 مايو 1960 في تيميسكيمينج شورز في كندا.

## وصلات خارجية
- رود ويلارد على موقع دوري الهوكي الوطني (الإنجليزية)
- رود ويلارد على موقع قاعة مشاهير الهوكي (لاعب أن.إتش.أل) (الإنجليزية)
- رود ويلارد على موقع EliteProspects.com (الإنجليزية)
- رود ويلارد على موقع HockeyDB.com (الإنجليزية)
- رود ويلارد على موقع Hockey-Reference.com (الإنجليزية)